# 梁璟
梁璟（1430年—1502年），字廷美，山西承宣布政使司太原府崞縣（今屬山西省原平縣北崞陽鎮）人。明朝政治人物。

## 生平
梁璟於天順八年（1464年）中進士。授官通政使司兵科给事中。
成化年間，梁璟經過數次升職，任都给事中。任內屢次為減輕民負上疏。京郊八府地區，原本只设巡抚一人，在蓟州驻军，防御边境，不能兼顾。曾璟建言在顺天、永平二府分设巡抚，得到採納。不久，因与同僚韩文、王诏等奏请起复前尚书王弦、李秉，斥责都御史王越，言语涉及宫闱隐秘，结果在文华殿遭受鞭打。
九年任期届满，升任陕西布政使司左参政，历任左、右布政使。先后在陕西任职十五年，抗击番部，多有政绩。
孝宗继位后，梁璟升任右副都御史，巡抚湖广。弘治二年（1489年），因当地饥荒，请求免征两京漕粮八十九万余石，获准。孝宗登极时，本已下诏免去各地额外贡献，而提督武当山的宦官又上供黄精、梅笋、茶芽等，劳民伤财；宦官陈喜又率领三十余名道士肆虐各处。梁璟奏请免除，多被采纳。
因丁忧停职，守制期满后，弘治五年（1492年），巡抚四川。七年（1494年），拜为南京吏部右侍郎，后升南京戶部尚書，致仕还乡而卒。《明史》有傳。

## 延伸阅读
[在维基数据编辑]
 《國朝獻徵錄·卷之三十一》，出自焦竑《國朝獻徵錄》
 《明史卷一百八十五》，出自《明史》